# Kazenga LuaLua
Kazenga Lualua (Kinshasa, 10 de desembre del 1990) és un futbolista congolès que actualment juga al Newcastle United F.C. Aquesta futura promesa internacional va debutar a la Premier League amb tan sols 17 anys. Aquest jugador ocupa la posició d'extrem dret o bé de mitjapunta, ja que té una combinació increíble entre força, velocitat i regat, que ha provocat moltes trencadisses en els equips rivals. També pot organitzar molt bé el joc fent la mateixa funció que Nicky Butt o Danny Guthrie. Per això Kazenga Lualua és considerat un dels jugadors claus del Newcastle.